# 弦楽五重奏曲 G.275 (ボッケリーニ)
弦楽五重奏曲 ホ長調 作品11-5 G. 275 は、ルイジ・ボッケリーニが作曲したチェロ2挺編成による弦楽五重奏曲である。

## 概要

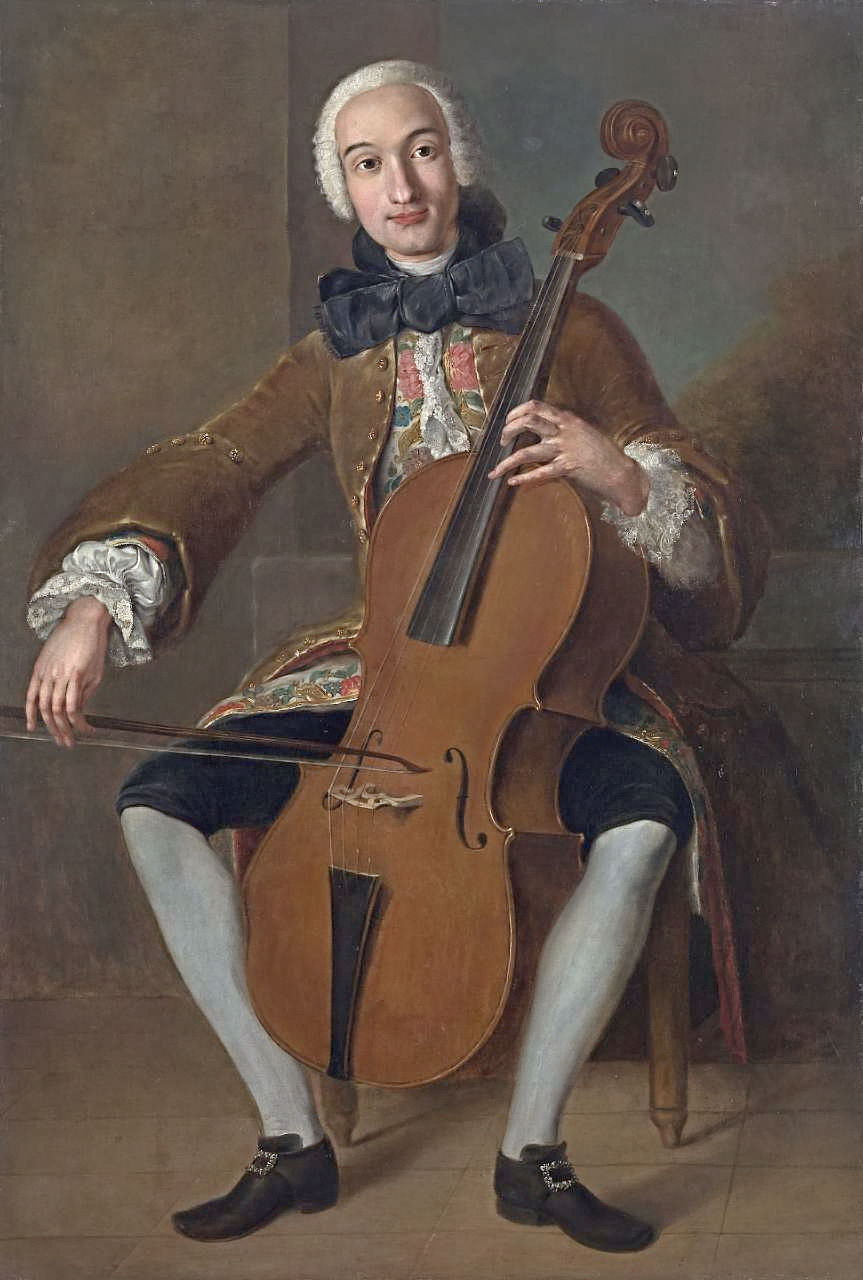
チェロを弾くルイジ・ボッケリーニ（ポンペオ・バトーニ画）

ボッケリーニの全作品のうち最も有名な曲であり、特に第3楽章のメヌエットは通称『ボッケリーニのメヌエット』として親しまれており、今日ではピアノ曲にも編曲され、学習者に愛奏されている。1771年に作曲された『6つの弦楽五重奏曲 作品11』の5曲目であり、作品11は弦楽五重奏曲中2番目の作品群となる。作曲時から1世紀後に、突如フランスで有名になったと言われている。

## 編成
ヴァイオリン2、ヴィオラ、チェロ2

## 曲の構成
全4楽章、演奏時間は約20分。第1楽章が緩、第2楽章が急と通常のソナタとは逆の配列となっており、第1楽章と第3楽章（メヌエット）には弱音器を使用する。第4楽章は比較的長大なロンドである。
- 第1楽章 アモローソ：アンダンティーノ・モッソ
ホ長調、8分の3拍子。
- 第2楽章 アレグロ・コン・スピーリト
ホ長調、4分の4拍子。
- 第3楽章 メヌエット：コン・ウン・ポコ・ディ・モルト
イ長調、4分の3拍子。
お使いのブラウザーでは、音声再生がサポートされていません。音声ファイルをダウンロードをお試しください。
上記の通り、本作品の中でも最も有名な楽章である。
- 第4楽章 ロンドー：アンダンテ
ホ長調、4分の2拍子。